# Jacques Soulaire
Jacques Soulaire ( n. 1921) es un médico, y botánico francés, especialista en cactos.

## Algunas publicaciones
- jacques Soulaire. 1957. Monographie du genre Parviopunlia. Bulletin du Muséum national d'histoire naturelle 46- 47: 225-236 & 48: 9-12, 29 fotos

### Libros
- jacques Soulaire. 1948a. Cactus et Médecine. París, Ed. Thiébault. 182 pp., 5 pl. color

- ---------------------------. 1948b. Contribution à l'étude des cactacées médicinales. Editor Impressions rapides, 191 pp.

- La abreviatura «Soulaire» se emplea para indicar a Jacques Soulaire como autoridad en la descripción y clasificación científica de los vegetales.[1]